# Aleksandrów Łódzki
Aleksandrów Łódzki é um município da Polônia, na voivodia de Łódź e no condado de Zgierz. Estende-se por uma área de 13,47 km², com 21 377 habitantes, segundo os censos de 2016, com uma densidade de 1546,8  hab/km².